# Wale Musa Alli
Wale Musa Alli, né le 31 décembre 2000 à Lagos au Nigeria, est un footballeur nigérian qui évolue au poste d'ailier gauche à l'USM Alger.

## Biographie

### Débuts professionnels
Né à Lagos au Nigeria, Wale Musa Alli commence sa carrière professionnelle en Estonie, au JK Tallinna Kalev. Il son premier match le 30 mars 2019, lors d'une rencontre de championnat face au Paide Linnameeskond. Il entre en jeu et son équipe est battue par deux buts à zéro.
Le 2 février 2020, il prend la direction de l'Autriche pour s'engager en faveur du SKU Amstetten.
Alli se fait remarquer le 23 juillet 2021, lors de la première journée de la saison 2021-2022, en marquant le but égalisateur de son équipe face au Floridsdorfer AC (1-1 score final),.

### Zbrojovka Brno
Le 19 juillet 2022, Wale Musa Alli rejoint la Tchéquie afin de s'engager en faveur du Zbrojovka Brno. Il signe un contrat de deux ans, avec une année supplémentaire en option.
Il joue son premier match sous ses nouvelles couleurs le 30 juillet 2022, à l'occasion de la première journée de la saison 2022-2023 de première division tchèque, face au 1. FC Slovácko. Il entre en jeu et les deux équipes se neutralisent (2-2 score final).
Malgré sa petite taille il se montre convaincant durant sa première saison dans l'élite du football tchèque, marquant trois buts et délivrant six passes décisives en 35 matchs. Il se démarque également par sa technique et il est annoncé sur le départ après une saison seulement à Brno, des clubs polonais et belges s'intéressant à lui. La relégation du Zbrojovka Brno en deuxième division confirme la tendance d'un départ, en juillet 2023 c'est le HNK Hajduk Split qui est vu comme une potentielle destination.

### Dynamo České Budějovice
Le 24 août 2023, Wale Musa Alli rejoint le SK Dynamo České Budějovice sous la forme d'un prêt d'une saison avec option d'achat.
Le 29 août 2023, Alli se fait remarquer en inscrivant son premier but pour le club, lors d'une rencontre de coupe de Tchéquie face au FK Velké Hamry. Il est titularisé et participe à la victoire de son équipe par trois buts à un, après prolongations.